# آرنولد توس
آرنولد توس (انگلیسی: Arnold Birch؛ 1891 – ۱۹۶۴ (۷۲−۷۳ سال)) بازیکن فوتبال اهل بریتانیا بود.
از باشگاه‌هایی که در آن بازی کرده‌است می‌توان به باشگاه فوتبال شفیلد ونزدی و باشگاه فوتبال چسترفیلد اشاره کرد.